# ماتياس روجاس
ماتياس روجاس (بالإسبانية: Matías Rojas)‏ (3 يناير 1991 - ) هو لاعب كرة قدم أرجنتيني في مركز الوسط.

## وصلات خارجية
- ماتياس روجاس على موقع قاعدة بيانات كرة القدم.إي يو (الإنجليزية)
- ماتياس روجاس على موقع Soccerway.com (الإنجليزية)